# 1989 NBA Expansion Draft
Rozszerzający draft odbył się 15 czerwca 1989 r., z okazji przyjęcia do ligi NBA nowych klubów – Orlando Magic i Minnesota Timberwolves. Kluby wybrały z pozostałych drużyn, odpowiednio, 12 i 11 zawodników.

## Orlando Magic
| Zawodnik       | Pozycja | Narodowość        | Poprzednia drużyna    |
| -------------- | ------- | ----------------- | --------------------- |
| Sidney Green   | PF-C    | Stany Zjednoczone | New York Knicks       |
| Reggie Theus   | SG      | Stany Zjednoczone | Atlanta Hawks         |
| Terry Catledge | F       | Stany Zjednoczone | Washington Bullets    |
| Sam Vincent    | PG      | Stany Zjednoczone | Chicago Bulls         |
| Otis Smith     | SG/SF   | Stany Zjednoczone | Golden State Warriors |
| Scott Skiles   | PG      | Stany Zjednoczone | Indiana Pacers        |
| Jerry Reynolds | G       | Stany Zjednoczone | Seattle SuperSonics   |
| Mark Acres     | F/C     | Stany Zjednoczone | Boston Celtics        |
| Morlon Wiley   | G       | Stany Zjednoczone | Dallas Mavericks      |
| Jim Farmer     | SF      | Stany Zjednoczone | Utah Jazz             |
| Keith Lee      | F/C     | Stany Zjednoczone | New Jersey Nets       |
| Frank Johnson  | PG      | Stany Zjednoczone | Houston Rockets       |

## Minnesota Timberwolves
| Zawodnik       | Pozycja | Narodowość        | Poprzednia drużyna     |
| -------------- | ------- | ----------------- | ---------------------- |
| Rick Mahorn    | PF      | Stany Zjednoczone | Detroit Pistons        |
| Tyrone Corbin  | SF      | Stany Zjednoczone | Phoenix Suns           |
| Steve Johnson  | PF/C    | Stany Zjednoczone | Portland Trail Blazers |
| Brad Lohaus    | G       | Stany Zjednoczone | Sacramento Kings       |
| David Rivers   | C       | Stany Zjednoczone | Los Angeles Lakers     |
| Mark Davis     | G       | Stany Zjednoczone | Milwaukee Bucks        |
| Scott Roth     | C       | Stany Zjednoczone | San Antonio Spurs      |
| Shelton Jones  | G       | Stany Zjednoczone | Philadelphia 76ers     |
| Eric White     | C       | Stany Zjednoczone | Los Angeles Clippers   |
| Maurice Martin | G       | Stany Zjednoczone | Denver Nuggets         |
| Gunther Behnke | G       | Niemcy            | Cleveland Cavaliers    |